# Kazuo Kamimura
Kazuo Kamimura (上村 一夫?, Kamimura Kazuo; Yokosuka, 7 marzo 1940 – Tokyo, 11 gennaio 1986) è stato un fumettista, illustratore e saggista giapponese.

Una delle opere più famose dell'autore, il manga Lady Snowblood

Una delle opere più famose dell'autore è il manga Lady Snowblood, da cui è stato tratto l'omonimo film nel 1973. Sono state tradotte in italiano anche le sue opere Una gru infreddolita. Storia di una geisha, L'età della convivenza, Il club delle divorziate, Il fiume Shinano, Il parco dei cervi, I fiori del male e Golden Gai - Le notti di Tokyo.

## Biografia
Kazuo Kamimura nasce il 7 marzo del 1940 a Yokosuka, una cittadina della prefettura di Kanagawa. Nel 1962 si laurea in design presso l'università d'arte di Musashino e nello stesso anno viene assunto dalla Senkosha, una rinomata agenzia pubblicitaria. Inizia a lavorare come illustratore per poi fare il suo ingresso nel mondo del manga nel 1967 con La degradazione della graziosa Sayuri (同棲時代?, Kawaiko Sayuri-chan no daraku). L'anno successivo è alle prese con Parada (パラダ?, Parada), la prima di una lunga serie di collaborazioni con lo sceneggiatore e amico Aku Yu. Dal 1968 inizia a realizzare opere per Weekley Manga Action e Young Comic, due tra le più popolari riviste dedicate al gegika. Il grande successo di pubblico arriva nel 1971 con Maria (一匹女狼 グッバイ,マリア?, Ippiki onna ōkami Gubbai, Maria) e l'anno seguente con Lady Snowblood (修羅雪姫?, Shurayuki-hime) e L'età della convivenza (同棲時代?, Dōsei jidai), seguiti nel 1973 da Una gru infreddolita. Storia di una geisha (凍鶴?, Itezuru), questi ultimi tre portati in Italia da J-POP e e acclamati da pubblico e critica.
Tra le sue opere più conosciute e apprezzate si ricordano: Folli passioni (狂人関係?, Kyōjin kankei) - 1973, Il Club delle divorziate (離婚倶楽部?, Rikon kurabu) - 1974, I fiori del male (悪の華?, Aku no hana) - 1975, La pianura del Kanto (関東平野?, Kantō heiya) - 1976 e Tredici notti di rancore (怨霊十三夜?, Onryō jūsan’ya) - 1976.
Nella sua breve ma intensa carriera di fumettista ha collaborato con i più popolari sceneggiatori: Kazuo Koike, Hideo Okazaki, Teruhiko Kuze, Noribumi Suzuki, Ikki Kajiwara e Husao Maki.
A causa di un tumore alla laringe, muore l'11 gennaio del 1986 a soli 45 anni.

## Opere

### 1967
- Kawaiko Sayuri-chan no daraku (カワイコ小百合ちゃんの堕落)
- Kawaiko Sayurichan no shōten - TV no maki (カワイコ小百合ちゃんの昇天 TVの巻)

### 1968
- Parada (パラダ)
- Sukyandōru (スキャンドール)
- Sekusasu 48 (セクサス48)
- Tantarosu kuru hi (タンタロスのくる日)
- Taiketsu – CONFRONT (対決CONFRONT)
- Tsumi to batsu (罪と罰)
- SCAN.DOLL
- Tengoku to jigoku (天国と地獄)
- Edo ukiyo eshi ibun Amon (江戸浮世絵師異聞 アモン)

### 1969
- Shisha ni shiroi hanabira o (死者に白い花びらを)
- Chijo (痴女)
- Nikushimi no barādo (憎しみのバラード)
- PIN-UP GIRL
- Nihon kyōkaku-den (日本狂客伝)
- Aoi burūsu (碧いブルース)
- Rezu hantā (レズ・ハンター)
- Ippiki onna ōkami Gubbai, Maria (一匹女狼 グッバイ,マリア)
- Sabato (サバト)
- Watashi no aishita natsu (私の愛した夏)
- Akai kādo o motsu otoko (赤いカードを持つ男)
- Kowareta yoake (毀れた夜明け)
- Yotsuya kaidan (四谷怪談)
- Chō (蝶)
- Ore to omae no shunkakō (俺とお前の春歌考)
- Kagami (鏡)
- Yoru no owari (夜の終り)
- Īsuto saido sutōrī (イースト・サイド・ストーリー)
- Namida (涙)
- Onna purofesshonaru ULLA X (おんなプロフェッショナル ULLA～X)
- Haha koishigure (母恋いしぐれ)
- Burū bōi burūsu (ブルーボーイブルース)

### 1970
- Kaeri michi (帰り道)
- Kunoichi ibun (くの一異聞)
- Shinjū kōkō 3nensei (心中高校3年生; successivamente il titolo verrà cambiato in Shin’ya hōsō shinjū jiken -深夜放送心中事件)
- Samurai komori-uta (さむらい子守唄)
- Todokanakatta fan retā (とどかなかったファンレター)
- Tōkyō bosetsu (東京暮雪)
- Danpukā ga nikui! (ダンプカーが憎い！)
- Uminari (海鳴り)
- Akushon kyōdai no chikai – Chiba Shin’ichi kyōdai monogatari (アクション兄弟の誓い 千葉真一兄弟ものがたり)
- Yama-arashi (山嵐)
- Shōnentachi – Wakamono wa tabi o tsuzukeru (少年たち －若者は旅をつづける－)
- Yamete aishitenainara (やめて愛してないなら)
- Haiiro no mori (灰色の森)
- Kotō no etsuraku (孤島の悦楽)
- Kaidan Kagurazaka (怪談神楽坂)
- Kumo (蜘蛛)
- Otoko to onna no heya (男と女の部屋)
- Bōzuki (ほうずき)
- Umi to gekiga (海と劇画)
- Kureijī samā (クレイジイ・サマー)
- Garasu no heya (ガラスの部屋)
- Chi to bara to seishun (血と薔薇と青春)
- Keitō no hana – Rensaku: Mitsuryōki 1 (鶏頭の花連作/密猟記①)
- Bodi peintingu (ボディ ペインティング)
- Kanzen’naru tōan yōshi – Rensaku: Mitsuryōki 2 (完全なる答案用紙連作/密猟記②)
- Kurikara monmon (くりからもんもん)
- Kichijitsu – Rensaku: Mitsuryōki 3 (吉日連作/密猟記③)
- Koikoi (恋々)
- Yagike no hitobito (八木家の人々)
- Engokukō (怨獄紅)

### 1971
- Hitokui (人喰い)
- Nakayama-tōge ni jigoku o mita (中山峠に地獄をみた)
- Mikaeri tōge no rakujitsu (見かえり峠の落日)
- Yuki ga furu (雪が降る)
- Zange no neuchi mo nai (ざんげの値打ちもない)
- Ujō gaiden (雨情外伝)
- Jon to Yōko (ジョンとヨーコ)
- Budō no iro (ぶどうの色)
- IN THE SMOG
- Hatsukoizuke (初恋漬)
- Kuppinbana (九一花)
- Shiroi natsu (白い夏)
- Hana kotoba (花言葉)
- Maria (マリア)
- Manshon burūsu (マンションブルース)
- Amagutsu monogatari (雨靴物語)
- Bōkyō (望郷)
- Ikiteita Monrō (生きていたモンロー)
- Akai kawa (赤い河)
- Keito no uta (毛糸の歌)

### 1972
- Hana no oto (花ノ音)
- Shiroi sekai (白い世界)
- Shinjū poruno-kō (心中ポルノ考)
- Onna konchūki (おんな昆虫記)
- Lady Snowblood (修羅雪姫?, Shurayuki-hime)
- L'età della convivenza (同棲時代?, Dōsei jidai)
- Kōkarō (紅花牢)
- Namida (涙)
- Kumo to buranko (雲とブランコ)
- Renbyō kitan (恋猫綺譚)
- Sarome (さろめ)
- Hitorigoma (ひとり独楽)
- Nigai senritsu (苦い旋律)
- Uma no kubi mokushiroku (馬の首黙示録)
- Hera hera hē (へらへらへっ)
- Yadorigi (寄生木)
- Shirīzu Hana kotoba (シリーズ花言葉)
- Kaze o mita no wa dare (風を見たのは誰)
- Karakuri (からくり)

### 1973
- Kurenai miyako (紅都)
- Watashi wa shinanai (私は死なない)
- Il fiume Shinano (しなの川?, Shinanogawa)
- Mayonaka no sogekisha (真夜中の狙撃者)
- Shinsen onbōtani shinjū (神泉隠亡谷心中)
- Na nomi no haru (名のみの春)
- Omoide no Junubiēbu eiga – Sherubūru no amagasa yori (想い出のジュヌビエーブ映画 "シェルブールの雨傘"より)
- Yamato no haru (大和の春)
- Hana shinjū (花心中)
- Yasashii onna (やさしい女)
- Love (ラブ?, Rabu)
- Panorama-tō kitan (パノラマ島奇談)
- Kita no poruno (北のポルノ)
- Namida ILLU-POEM (涙ILLU-POEM)
- Kita kara no Rui (北からのルイ)
- Shurayuki-hime – Fukkatsu no shō (修羅雪姫 - 復活之章)
- Umi ILLU-POEM (海ILLU-POEM)
- Gekiga – Chichibu shinjū (劇画・秩父心中)
- Dōsei jidai to boku (同棲時代と僕 ; Raccolta di saggi)
- Folli passioni (狂人関係?, Kyōjin kankei)
- Man’yō Asuka rinen (万葉飛鳥輪廻)

### 1974
- Ukiyo-e shirīzu (浮世絵シリーズ; Raccolta di saggi)
- Kumo ILLU-POEM (雲ILLU-POEM)
- Hikō shōnen (飛行少年)
- Tsugaru urami-bushi (津軽怨み節)
- Bara tosei (薔薇渡世)
- Anata (あ・な・た)
- Yumeshi Arisu (夢師アリス)
- Anata no tame no gekigateki shōhin-shū (あなたのための劇画的小品集)
- Hamanasu (はまなす)
- Shiroi parasoru (白いパラソル)
- Kamome no Jonasan (かもめのジョナサン; Libro illustrato)
- Inpu hengen (淫婦変幻)
- Samātaimu – Gekigaka zankoku monogatari (サマータイム 劇画家残酷物語)
- Rengoku no shōjo (煉獄の少女)
- Shūgaku ryokō (修学旅行)
- Injū no mizūmi (陰獣の湖)
- Il club delle divorziate (離婚倶楽部?, Rikon kurabu)
- Nagasaki yōfu-den – Wakaki hi no Katsu Kaishū – Koi no tabidachi (長崎妖婦伝若き日の勝海舟 恋の旅立ち)
- Una gru infreddolita. Storia di una geisha (凍鶴?, Itezuru)

### 1975
- Hana wa niho hedo… Teijo monogatari (はなはにほへど...貞女物語)
- I fiori del male (悪の華?, Aku no hana)
- Shūbun kōkyōgaku SCANDAL SYMPHONY (醜聞交響楽 SCANDAL SYMPHONY)
- Osen (おせん)
- Kyōko to Jirō – Dōsei jidai: bangaihen (今日子と次郎同棲時代 番外編)
- Akuma no yōna aitsu (悪魔のようなあいつ)
- Kurara (くらら)
- Onna shokubutsuki (おんな植物記; Raccolta di saggi)
- Seishun yokochō (青春横丁)
- Hikari shinmyō (光針妙)
- Kōkan nikki (交換日記)
- Beni tokage (紅とかげ)
- Kita e kaerō (北へ帰ろう)
- Aijō (愛縄)
- Sachiko no sachi (サチコの幸)
- Shioki neko (仕置猫)
- Merodorama (めろどらま)

### 1976
- Inkaden (淫花伝)
- Gakusei bangō 4829 (学生番号4829)
- Seme-e jigoku (責め絵地獄)
- Kasaibune ga yuku (葛西舟がゆく)
- Il parco dei cervi (鹿の園?, Shika no sono)
- Wakako (和歌子)
- Gurenzuka (紅恋塚)
- Kaki (夏忌)
- Hotaruko (蛍子)
- Tredici notti di rancore (怨霊十三夜?, Onryō jūsan’ya)
- La pianura del Kanto (関東平野?, Kantō heiya)
- Sumire hakusho (すみれ白書)
- Yamanote-sen sotomawari (山の手線外廻り)

### 1977
- Tōsei yaoya Oshichi (当世八百屋お七)
- Una donna dell'era showa (昭和一代女?, Shōwa ichidai onna)
- Kiiroi ribon (黄色いリボン)
- 60 senchi no onna (60センチの女)
- Machi no akari (街の灯)

### 1978
- Hoshi no nagare ni (星の流れに)
- Koshun jōen (小春情炎)
- Amerika no nishi (アメリカの西)
- Natsu no oto (夏の音)
- Giyaman shimai (ギヤマン姉妹)
- Bābon keisatsu (バーボン警察)
- Dokkoi kazoku (どっこい華族)
- Yumeji – Yume no mata yume (夢二 ゆめのまたゆめ)
- Beniko kaisōroku (紅子回想録)
- Akiiro no machi (秋色の街)
- Hoshi o machigaeta onna (星をまちがえた女)

### 1979
- Boku no ban’nen – Yakan hikō (ぼくの晩年 夜間飛行)
- Yacchare tomato (やっちゃれトマト)
- Donpacchi kazoku (どんぱっち華族)
- Boku ga onna o egaku toki (ボクが女を描くとき)
- Golden Gai - Le notti di Tokyo (黄金街?, Ōgongai)
- Shinwa Oshichi (神話お七)
- Gin’nan no ie – Ippon no ki yori (銀杏の家- 一本の木より)
- Nito monogatari (二都物語)
- BOKKIE
- Yami no suzu (闇の鈴)

### 1980
- Amerika no asa Rinda Ronshutatto (アメリカの朝リンダ・ロンシュタット)
- Kinseisō daiyogen (金星荘大予言)
- Shiroi ame (白い雨)
- Onna kyōshi (おんな教師)
- Ryō no jōshiki (リョウの常識)
- Hei! Masutā (ヘイ！マスター)
- Garasu no hāto Burondi (ガラスの心 ブロンディ)
- Shinjuku 10nen koroshi (新宿10年殺し)
- Shirauo no kawa (白魚の川)

### 1981
- Hyōtan (ひょうたん)
- Zankō wa kiezu (残光は消えず)
- Ginza no atarime (銀座のあたりめ)
- Don (どんっ)
- Mimi ni sasageru uta – Dona Samā monogatari (ミミに捧げる歌ドナ・サマー物語)
- Kama no soko (釜の底)
- Shōwa Takekurabe (昭和たけくらべ)
- Shanhai ijinshōkan (上海異人娼館)
- HAIR Harajuku 888 ya (HAIR 原宿888夜)
- Hari no oto (針の音)

### 1982
- Kayotta onna (通った女)
- Yumetobira (夢扉)
- Ton ton ton karari (とんとんとんからり)
- Ore no kyōtsūichiji (オレの共通一次)
- Megitsune Bitch (女狐 Bitch)
- Sonogo no ōru japan debiru bando (その後のオールジャパンデビルバンド)
- Yūtopia (ゆーとぴあ)
- Shōdo no tō (焦土の塔)
- Obasan wa rezubian (おばさんはレズビアン)
- Ushiro no Santōka (うしろの山頭火)

### 1983
- Shinderera Mama (シンデレラ・ママ)
- E shōjo A (E少女A)
- Eiga tamatebako (映画玉手箱; Raccolta di saggi)
- Utamaro (うたまる)
- Obi no otoko (帯の男)
- Tomo (朋)
- Akazukin (赤ずきん)
- Ningyō-kan (人形館)
- Neta wa agatterunda (ネタはあがってるんだ)
- Mudai (無題, Opera senza titolo)
- Kikuzaka hoteru (菊坂ホテル)

### 1984
- Moga (モガ)
- Yane no ue no wain (屋根の上のワイン)
- Zoku (ぞくっ)
- Yumegeshō (夢化粧)
- Ichiyō ura nisshi (一葉裏日誌)

### 1985
- Bi wa ranchō ni ari (美は乱調にあり)
- Akai heya (紅い部屋)
- Hittorā no wain (ヒットラーのワイン)